# Кепенекян, Жорж
Жорж Кепенекя́н (фр. Georges Képénékian; род. 9 августа 1949 в Лионе, Франция) — французский политик, член Социалистической партии, мэр Лиона с 17 июля 2017 по 5 ноября 2018 года.

## Биография
Родился 9 августа 1949 года во 2-м округе Лиона, по профессии — хирург-уролог. С 2005 года занимал должность директора по стратегическому развитию лионского больничного центра Сен-Жозеф Сен-Люк. Женат, отец троих детей.

### Политическая карьера
С 2008 года — заместитель мэра по делам культуры и наследия, с 2014 года — первый заместитель по вопросам культуры, публичных мероприятий и правам граждан. Также выполнял роль советника по связям с религиозными организациями, а в период подготовки к Чемпионату Европы по футболу 2016 года был вице-президентом комитета городов-организаторов. Также муниципальный советник 3-го округа Лиона и член постоянного совета Лионской метрополии.
После назначения мэра Жерара Коллона на должность министра внутренних дел в правительстве Эдуара Филиппа в мае 2017 года и избрания вместо него Давида Кимефельда на должность руководителя Лионской метрополии 10 июля 2017 года, Жорж Кепекян выставил свою кандидатуру на пост мэра города. 17 июля на заседании муниципального совета за он получил 49 голосов, в то время как его основной соперник Стефан Гийар (Республиканцы) — 12.
5 ноября 2018 года ушедший в отставку с министерской должности Жерар Коллон вновь избран мэром после досрочной отставки Кепенекяна.

### Политическая позиция
Жорж Кепенекян имеет армянские корни и является горячим сторонником необходимости признания геноцида армян в Османской Турции.